# Ebroin

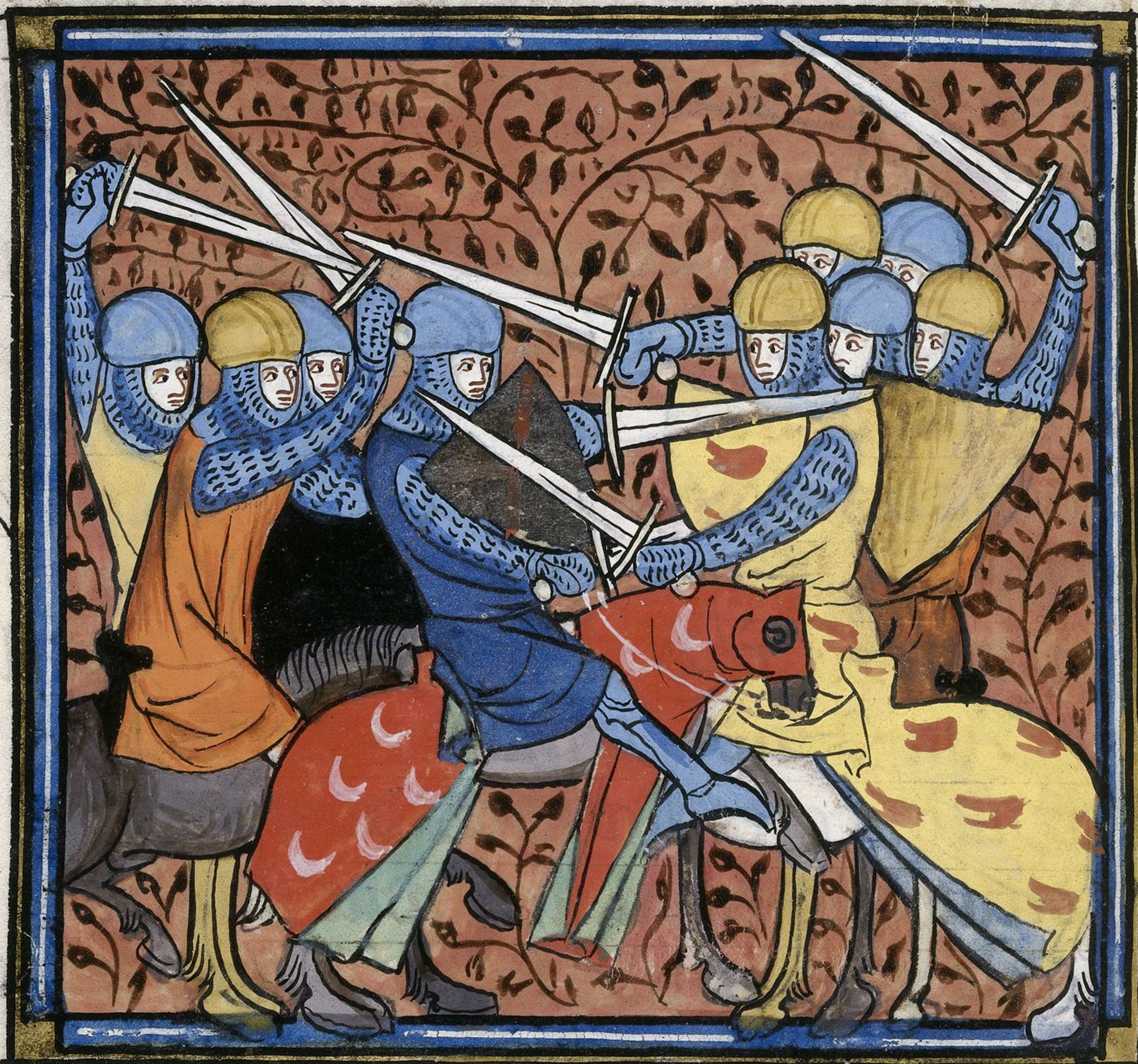
Ebroin verslaat de Austrasiërs, Les Grandes chroniques de France, ca. 1332-1350

Ebroin was tweemaal hofmeier in Neustrië, eerst van 658 totdat hij in 673 werd afgezet en daarna van 675 tot zijn dood in 680 of 681. Hij staat bekend als een gewelddadig en despotisch heerser die er naar streefde om zijn machtspositie uit te breiden naar Bourgondië en Austrasië. Hij voerde ook strijd met de Friese koning Aldgisl.

## Geschiedenis
In 656 stierf Sigibert III, de Austrasische koning. Zijn ambitieuze hofmeier Grimoald de Oudere wilde diens macht overnemen en er brak een burgeroorlog uit. De machtsgreep van Grimoald mislukte, waarna de Frankische elite de Frankische koning Clovis II opriep om het verdeelde Frankische Rijk te verenigen. Erchinoald werd tot zijn hofmeier benoemd en toen deze in 658 stierf werd Ebroin de opvolger.
Ebroin stelde zich tot doel om de eenheid van het Frankische Rijk te behouden en daartoe voerde hij een harde politiek, meedogenloos bestreed hij zijn vijanden. Desondanks was hij niet bij machte de eenheid van het rijk te bewaren. Terwijl Chlotharius III, de zoon van Clovis II, over Neustrië en Bourgondië regeerde, werd hij in 660 door de Austrasiërs gedwongen Childerik II (broer van Chlotharius III) als hun eigen koning met Wulfoald als hofmeier te accepteren.
Ebroin deed zijn best om de vereniging van Bourgondië met Neustrië in stand te houden. Hij raakte daarbij in moeilijkheden door het onafhankelijkheidsstreven van de Bourgondische adel. Deze verenigde zich onder Leodegarius, de bisschop van Autun, en wist Ebroin in 670 te verslaan. Hij werd gevangengezet in de abdij van Luxeuil. Daarna werd bij proclamatie bepaald dat ieder koninkrijk zijn eigen wetten en gewoonten mocht houden, dat geen ambtsdragers (hofmeiers) in meerdere rijken in functie mochten zijn en dat niemand meer tirannie mocht vestigen zoals Ebroin dat had gedaan. Kort daarna, in 673, werd Leodegarius verslagen door de Austrasiërs onder Wulfoald en opgesloten bij zijn vijand in Luxeuil.
Na de moord op koning Childerik II in 675 maakten beide ballingen gelijktijdig gebruik van de algemene anarchie om het klooster te ontvluchtten. Ebroin greep weer de macht in Neustrië door de zittende hofmeier Leudesius uit de weg te ruimen. Spoedig stonden Ebroin en Leodegarius weer tegenover elkaar. Beiden zochten steun bij een Merovingische koning. Ebroin proclameerde zowaar een "valse" Merovinger als heerser. Bij Autun werd Leodegarius door Ebroin overwonnen en gedwongen zich over te geven. Op 2 oktober 679 werd hij uiteindelijk na zware martelingen vermoord. De Kerk zou hem later heilig verklaren.
Na de dood van zijn jarenlange tegenstander bleef Ebroin als enige absolute heerser van de Franken over. Hij breidde zijn macht verder uit over Bourgondië en versloeg de Austrasiërs in 678 de slag bij Lucofao (Bois-du-Fay), in de omgeving van Laon. Zijn triomf was echter van korte duur, want in 681 werd Ebroin bij een aanslag door een van zijn vele vijanden vermoord.

## Ebroin en de Friezen
Onder het bewind van Ebroin hadden de Franken ook conflicten met hun noorderburen de Friezen. Inzet van de vijandelijkheden was de beheersing van de Rijndelta, die in handen was van de Friese koning Aldgisl. Pogingen van de Franken onder Ebroin om dit gebied in bezit te krijgen mislukten. De Friezen slaagden erin de Franken op afstand te houden.
In de winter van 678 ontving Aldgisl, zeer tegen de zin van Ebroin, de Engelse bisschop van York Wilfrid in Utrecht en gaf deze daar een veilig onderkomen.